# What Next?
What Next? est un opéra d'Elliott Carter sur un livret de Paul Griffits. Commandé par le Staatsoper Unter den Linden à Berlin, il est créé le 16 septembre 1999 à Berlin sous la direction de Daniel Barenboim.

## Distribution
- Mama 	soprano Lynne Dawson
- Stella 	contralto Hilary Summers
- 'Harry or Larry' baryton 	Hanno Müller-Brachmann
- Rose 	soprano 	Simone Nold
- Zen 	ténor 	William Joyner
- Kid alto

## Argument
Six personnages ont un accident de voiture. Ils en sortent tous indemnes mais réagissent et s'interrogent sur leur responsabilité dans cet accident.